# Tongas fodboldlandshold
Tongas fodboldlandshold repræsenterer Tonga i fodboldturneringer og kontrolleres af Tongas fodboldforbund.